# Vito Cusimano
Vito Cusimano (Regalbuto, 12 maggio 1927 – Sant'Agata li Battiati, 27 aprile 2014) è stato un politico italiano.

## Biografia
Esponente storico del Movimento sociale-Destra nazionale e poi di Alleanza Nazionale di cui fu vicepresidente dal 20 dicembre 1995 all'8 maggio 1996, quindi vicepresidente vicario dal 16 maggio 1996 al 28 maggio 2001.
Da giovanissimo a Catania, alla fine del 1945, con Nino Platania, Girolamo Rallo, Enzo De Meo e Giovanni Marino dirige uno dei locali FAR (Fasci di Azione Rivoluzionaria), dove erano confluiti gruppi clandestini come il locale MUI (Movimento Unitario Italiano) di Orazio Santagati e la Spife (Società patriottica italiana fascisti dell'Etna).
Dopo la maturità scientifica inizia a lavorare al Banco di Sicilia fino a ricoprire ruoli dirigenziali. Ricoprì cariche istituzionali importanti: segretario regionale del sindacato bancari, consigliere comunale di Catania dal 1952 al 1988, componente della Direzionale nazionale giovanile del Msi.

Nel 1971 fu eletto deputato all'Assemblea regionale siciliana nella VII legislatura, e ancora nell'VIII (1976-1981), IX (1981-1986) X (1986-1991).

Divenne presidente del gruppo parlamentare del Movimento sociale italiano-Destra nazionale (Msi-Dn) dal 1976 al 1991.

Si iscrive ad Alleanza nazionale (An) e divenne membro dell'ordine nazionale del partito.

Fu senatore della Repubblica, nel collegio di Catania-Misterbianco, per due mandati consecutivi (XII e XIII legislatura), dal 1994 al 2001, prima del Movimento sociale-Destra nazionale (1994-1996) e poi per Alleanza nazionale (1996-2001).

Durante il secondo mandato fu anche componente della delegazione parlamentare italiana presso l'Assemblea del Consiglio d'Europa e, successivamente della Delegazione parlamentare italiana presso l'Assemblea dell'Unione dell'Europa occidentale.

Agli inizi degli Anni Duemila, vicino alla destra sociale di Storace e Alemanno, con Guido Virzì, Nello Musumeci ed altri ex missini come Nino Grippaldi e Enzo Trantino, fondò la corrente siciliana di «Orgoglio e futuro» di AN che si batteva per la regionalizzazione della destra nell'isola. Fu vicepresidente dell'Istituto siciliano di studi politici ed economici di Palermo.

Scomparve il 27 aprile 2014.

## Opere
- Vito Cusimano, Relazione delle cose di Sicilia, introduzione di Giuseppe Tricoli, Palermo, I.S.S.P.E., 1988 (Quaderni dell'Istituto siciliano di studi politici ed economici, Palermo. N.S.;3).